# فلاديسلاف بولياشوف
فلاديسلاف سيرجيفيتش بولياشوف (الروسية: Владислав Сергеевич Поляшов ؛ من مواليد 4 أبريل 1995) لاعبة جمباز فنية روسية حصل على الميدالية الفضية العالمية 2018 في مسابقة الفرق كبديل في الفريق الروسي. في دورة الجامعات الصيفية 2017 ، فاز بولياشوف بميدالية برونزية للفريق وفضية عارضات أفقية.
في بطولة العالم للجمباز الفني 2018 في الدوحة ، قطر ، كان البديل في الفريق الروسي وحصل على الميدالية الفضية لمسابقة الفرق.

## روابط خارجية
- Vladislav Poliashov في الاتحاد الدولي للجمباز